# Budapest–Közép-Duna-vidék turisztikai régió

## Turisztikai nevezetességek

### Épített örökség

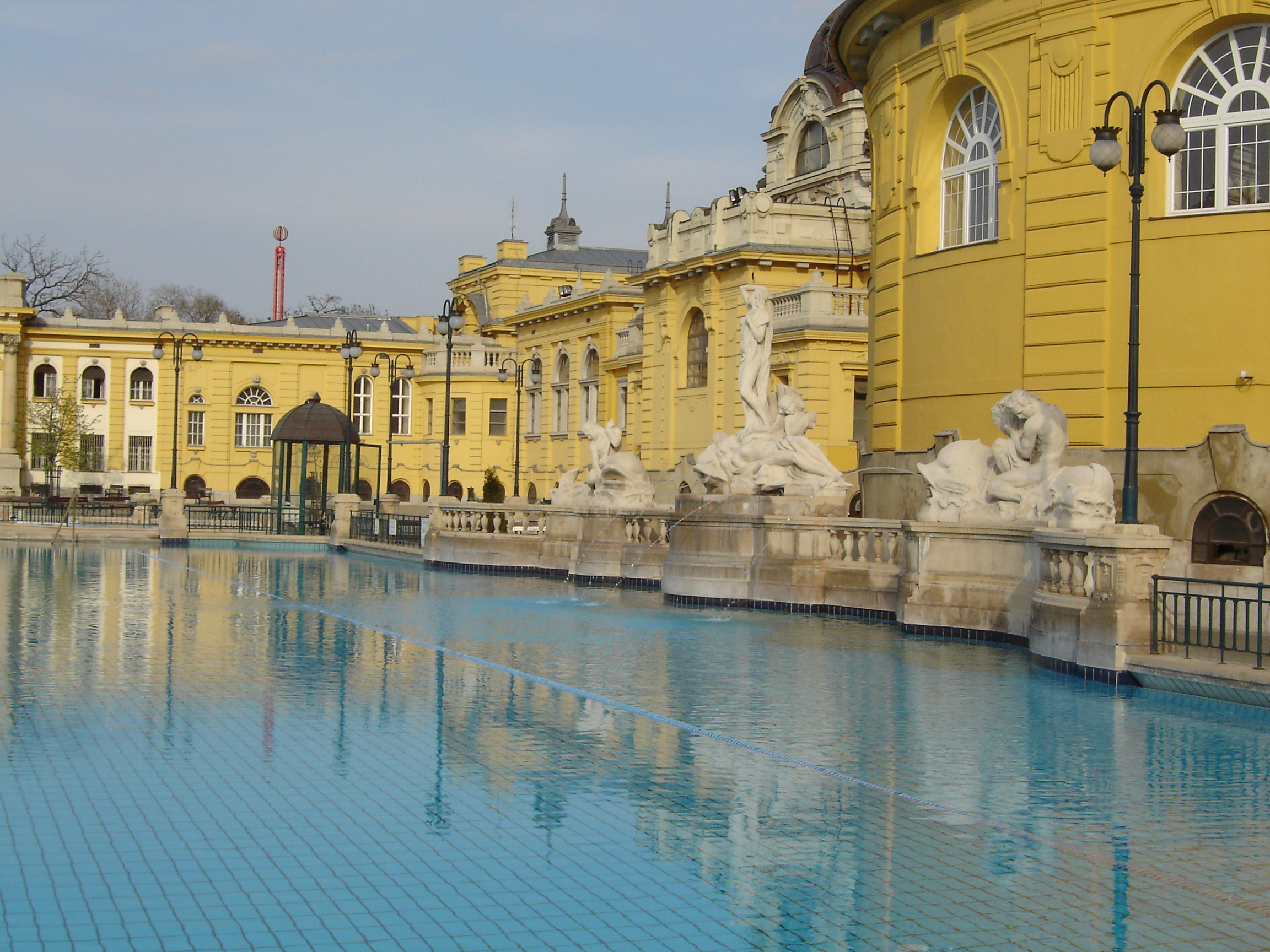
Budapest - Széchenyi fürdő

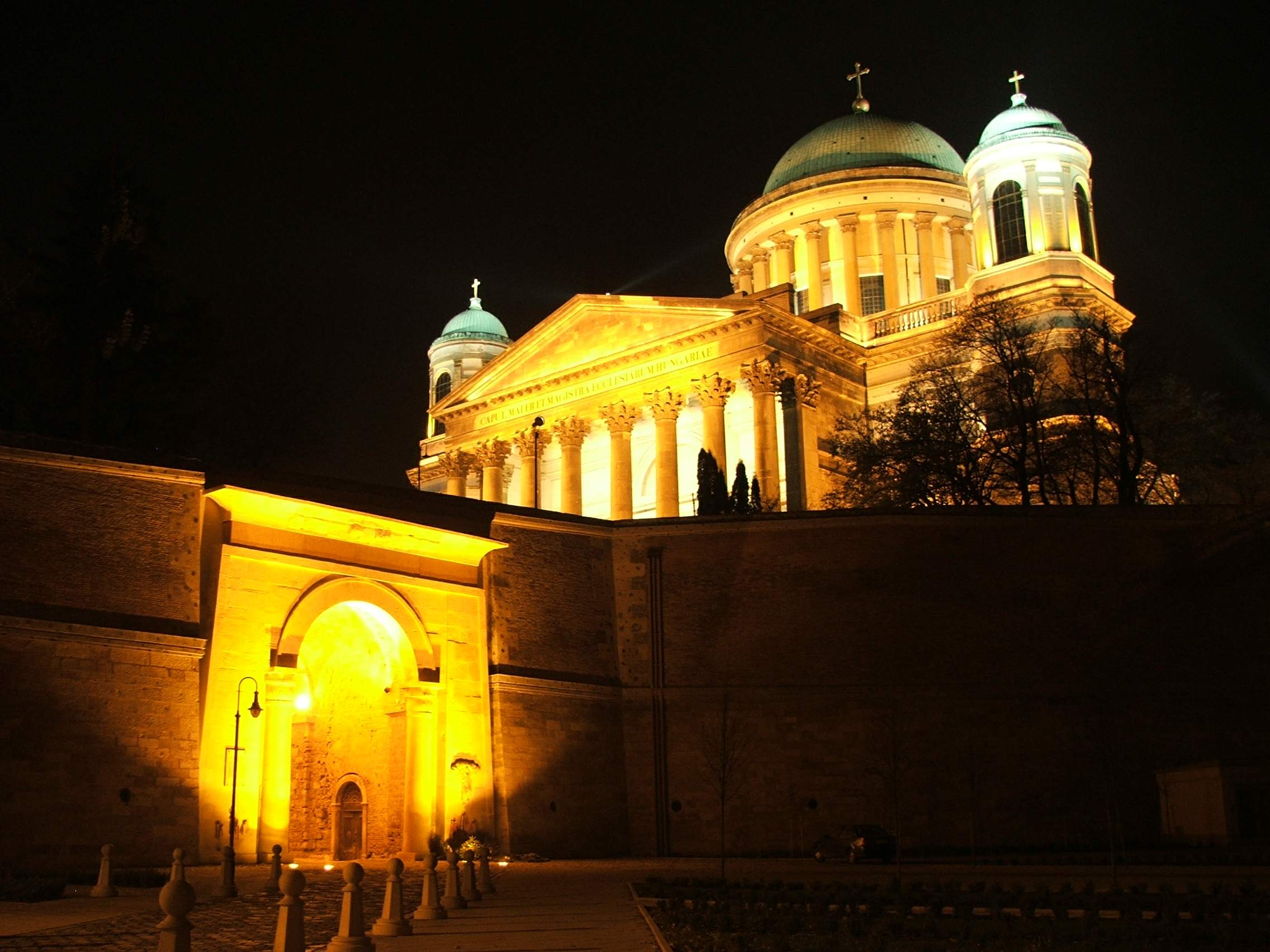
Az esztergomi bazilika

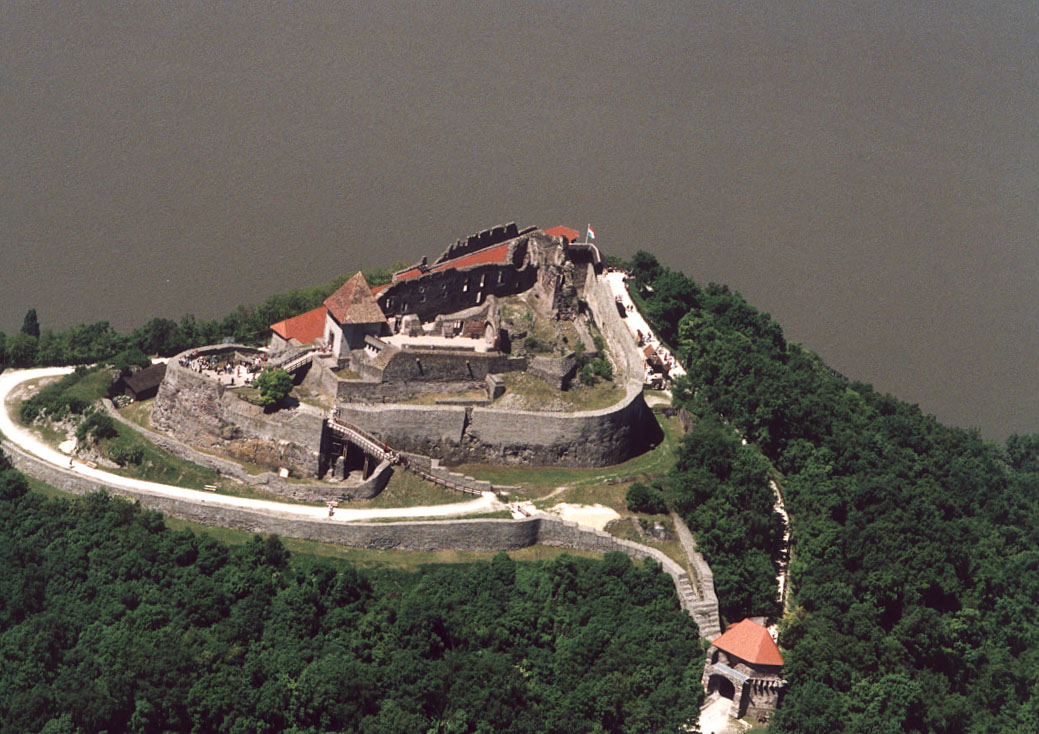
Visegrád A fellegvár

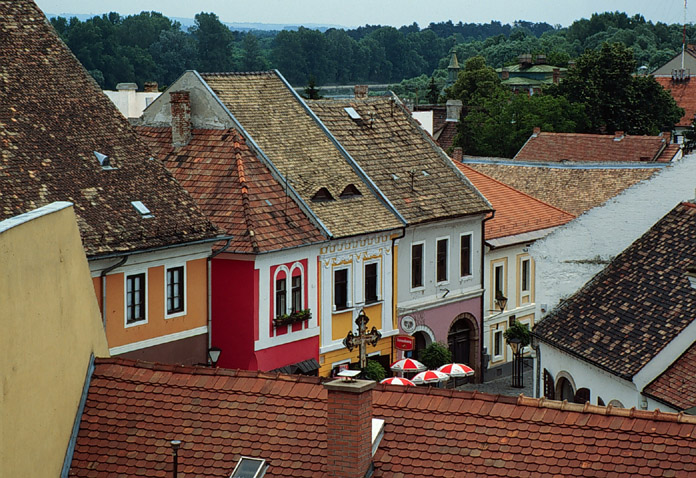
Szentendre - Kilátás a Templom térről

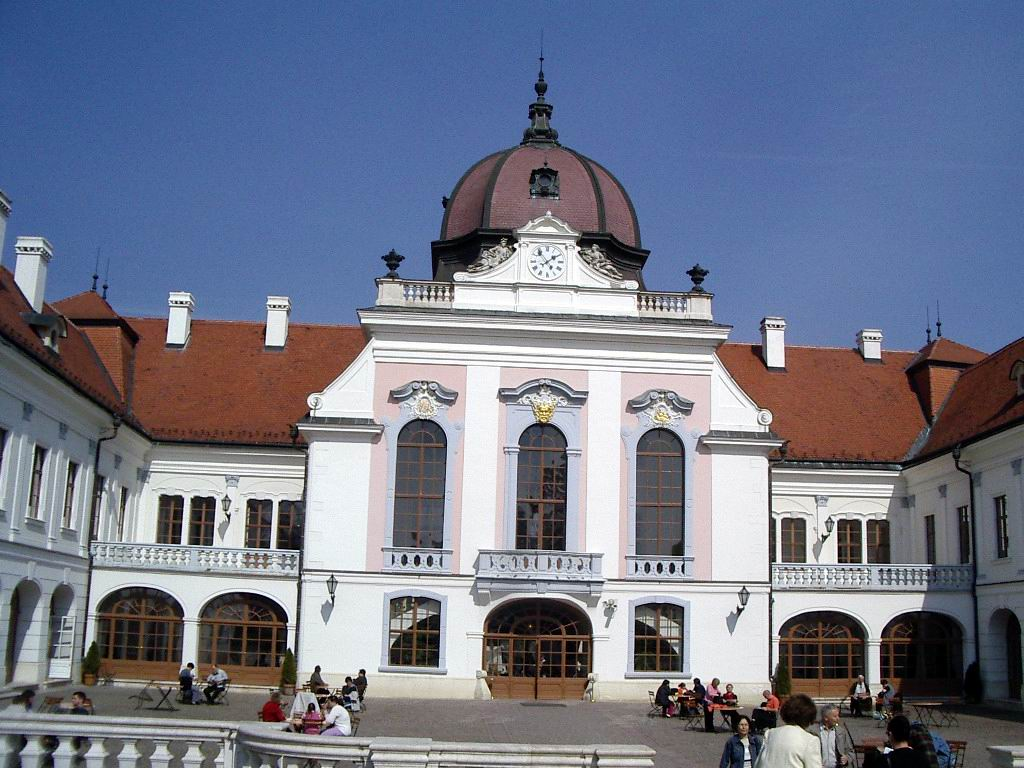
Gödöllői kastély

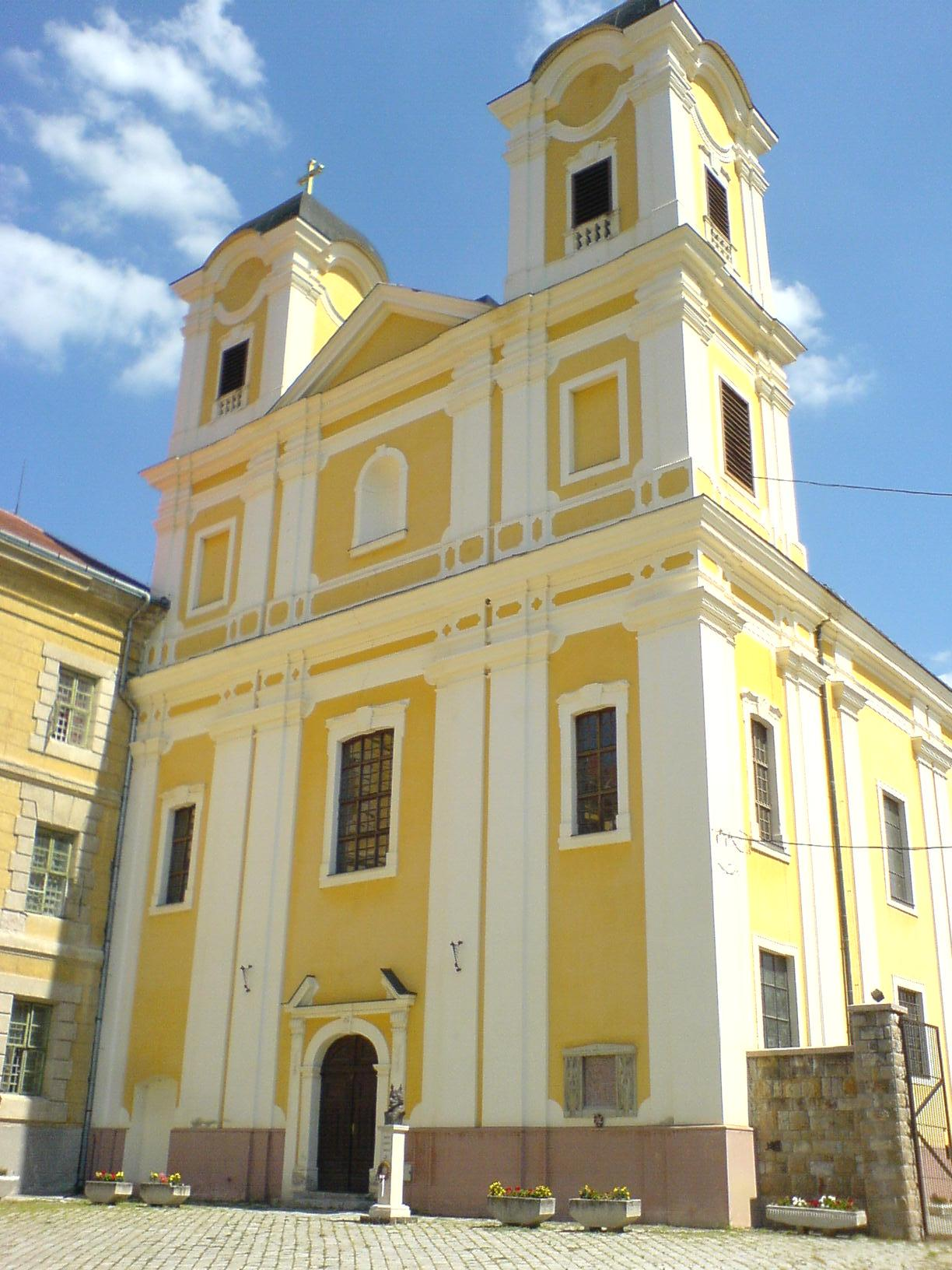
Márianosztra - Magyarok Nagyasszonya temploma

Budapest
világörökségi helyszínként elismert fő látnivalója a Budai Vár és a Duna-part, valamint az Andrássy út és történelmi környezete a Millenniumi Földalatti Vasúttal és a Hősök terével. A legfőbb turisztikai látnivalók ezenkívül a budai oldalon a Gellért-hegy és a török kori emlékek (Gül Baba türbéje, Rudas fürdő, Király fürdő), Óbudán az ókori római maradványok (a Nagyszombat utcai amfiteátrum és Aquincum romjai), a Budai-hegyekben pedig a Libegő, a Gyermekvasút és a Pál-völgyi-barlangrendszer.
A pesti oldal fő látnivalói a Hősök terén, illetve az Andrássy úton és környékén kívül az Országház, a Belvárosban a Szent István-bazilika, a belvárosi plébániatemplom, az Akadémia és a Vigadó, a Kiskörút mentén a Nemzeti Múzeum és a Dohány utcai zsinagóga, a Nagykörút vonalán pedig a New York-palota és az Iparművészeti Múzeum.
Budapest leglátványosabb múzeumai közé tartoznak az említetteken kívül a Szépművészeti Múzeum, a Nemzeti Galéria, a Néprajzi Múzeum, a Budapesti Történeti Múzeum és a Szoborpark. Turisztikai szempontból is jelentős látnivalók Budapest legrégibb hídjai: a Széchenyi lánchíd, a Margit híd és a Szabadság híd, valamint az Erzsébet híd, amely modern kialakítása ellenére a városkép meghatározó elemévé vált. A turisták kedvelt célpontjai a legnagyobb közparkok, különösen a Városliget (benne a Vajdahunyad vára, a Széchenyi fürdő és az Állatkert) és a Duna parkosított szigete, a Margit-sziget.
A főváros számos turisztikai szempontból is jelentős programnak ad otthont. Ezek közé tartozik a Budapesti Búcsú és az augusztus 20-i programok (tűzijáték, Mesterségek Ünnepe, Budapest Parádé).
A Dunakanyar épített öröksége:
Visegrád
A Dunakanyarban, a Duna folyam jobb partján, Budapesttől északra 30 km-re található, a Visegrádi-hegységhez tartozó hegyek koszorújában, gyönyörű kilátással a környező hegyvidékre és a folyamra. A királyi palota 350 szobájával, reneszánsz udvarában a Herkules-kúttal a Dunakanyar egyik népszerű látványossága. A Salamon-torony a Duna felett a XIII. századból származik, mai formáját az 1959-1964 között Sedlmayr János tervei szerint végzett helyreállítás során nyerte el. A lakótoronyban a Mátyás Király Múzeum kiállításai láthatóak. A Fellegvár 1245-1255 között épült, mintegy 200 esztendőn át őrizte a Szent Koronát, területén megtekinthető a vár történeti kiállítása, a rekonstruált makett-erődrendszer, a Szent Korona történeti kiállítás, a Panoptikum illetve a vadászati, halászati és gazdálkodási kiállítás.
Szentendre
Mintegy két tucatnyi múzeuma és látnivalóinak sokasága a Dunakanyar leglátogatottabb helységévé tette. A török korban idemenekült szerbek központja, négy fennmaradt ortodox templommal büszkélkedhet (Belgrád székesegyház, Blagovestenszka templom, Pozsarevacska templom, Preobrazsenszka templom. Jeles nevezetessége a Kovács Margit Múzeum, mely a művésznő és múzeumalapító (1902-1977) alkotásaiba enged bepillantást. A Ferenczy testvérek (Ferenc, Noémi, Béni) műveit a Ferenczy Múzeumban lehet felkeresni. További jelentős gyűjtemények még a Művésztelep Galériája, a Szabó Marcipánmúzeum, a Dobos Cukrászdamúzeum, a Czóbel Béla Múzeum... Kb. 3 km-re a központtól fekszik a skanzen. Az 1967-ben alapított Szabadtéri Néprajzi Múzeum Magyarország jellegzetes tájainak népi építészetét, a falusi és mezővárosi társadalom különböző rétegeinek és csoportjainak lakáskultúrájával, életmódjával ismertet meg - a hagyományos településtípusok keretében a XVIII. század végétől a XX. század közepéig.
Esztergom
Kikötőváros a Duna folyam partján, egykor magyar főváros, az esztergomi érsek székvárosa, a római katolikus egyház magyarországi központja. A híres bazilikával Európa harmadik legnagyobb temploma a római Szent Péter-bazilika illetve a londoni Szent Pál-katedrális után 5660 m² alapterületével. Egyúttal az ország legnagyobb egyházi épülete, a magyar katolikus egyház főszékesegyháza. Építették 1822-től, 1856-ban szentelték fel. Igen értékes emléke a bal oldali kápolna (Bakócz-kápolna), melyet Packh János épített be az épületbe.
Vác
A Dunakanyarban fekszik, a Duna folyam bal partján, a Naszály hegy lábánál. Az ország egyik legszebb barokk terével dicsekedhet. A püspöki székesegyház a település legfontosabb műemléke, klasszicista-késő barokk stílusú épület (1761-1777). 1764-ben Mária Terézia fogadására készítették el az egész országban egyedülálló Diadalívet (Kőkapu). 1766-ban avatták a ferencesek templomát, majd 1772-ben a püspöki palotát.
További települések öröksége:
Cegléd
Budapesttől 74 kilométerre délkeletre található, az „Alföld kapuja”. Sok tiszteletre méltó emléke közül kiemelkednek azok, melyek Kossuth Lajos nevével állnak összefüggésben. "Hazánk nagy államférfija, Kossuth Lajos 1848. szeptember 24-én délután a ceglédi piacon, a mai Kossuth téren mondta el " riadóját ", a nagy hatású toborzó beszédet, melynek emlékét tábla őrzi". - emlékezik meg róla a település. A Kossuth-emlékek egyike a Református Nagytemplom kertjében az ún. Kossuth-erkély, ahonnan az államférfi bemutatta Batthyány Lajost. Az erkély a millecentenárium évében került jelenlegi helyére. A Szabadság téren áll a város jelképe, a Református Nagytemplom, melyet Hild József tervezett, 1835-1870 között klasszicista stílusban épült, Közép-Európa legnagyobb református temploma. A főtér másik érdekessége a 2000-ben nyílt Dobmúzeum, mely a dzsesszdob történetét mutatja be Kármán Sándor magángyűjtő kutatásai nyomán. A Kossuth Múzeum 45 településről gyűjti és dolgozza fel a Nemzeti Kulturális Örökség emlékeit, különösen Kossuth-gyűjteménye érdemel figyelmet, ám néprajzi és numizmatikai kollekciója is jelentős.
Drégelypalánk
A Börzsöny északi lejtői és a kanyargós Középső-Ipoly mocsári árterei, égeres láperdői közt települt, a Duna-Ipoly Nemzeti Parkhoz tartozó Ipoly-völgyi Természetvédelmi Területen. Drégely vára egy 444 méter magas andezitkúpon épült.
Érd
A Duna-parti település a Tétényi-fennsík és az Érdi-tető dombokkal tagolt vidékén terül el. A Magyar Földrajzi Gyűjtemény a város központjában található az "egykori híres "Pelikánnak" nevezett vendégfogadó, majd később Wimpffen-kúria klasszicista stílusjegyeket viselő épületegyüttese. Sem pontos építési idejét, sem tervezőjét nem ismerjük. "1983-tól a Magyar Földrajzi Múzeum lelt otthonra az öreg falak között." Másik kiemelkedő látványossága az Ófaluban a 17. században épült dzsámi 22 méter magas, részben rekonstruált minaretje. Az 1962–1965 közötti régészeti feltárás eredményei alapján Ferenczy Károly építész készítette el a helyreállítási terveket, a körerkély elpusztult mellvédjét, a kast és a toronysüveget 1971-ben rekonstruálták vasbetonból. Az 1999-es külső homlokzati konzerválást követően 2000-ben felújították a minaretet, de leromlott statikai állapota miatt 2020-ban lezárták a látogatók elől.
Fót
A Gödöllői-dombság peremén, Budapesttől északra 17 km-re található. A Római Katolikus Plébánia (Szeplőtelen fogantatás templom) Fót egyik legismertebb nevezetessége. Ybl Miklós tervei alapján, romantikus stílusban épült 1845 és 1855 között. A budapesti Vigadó mellett a magyar romantikus építészet kiemelkedő alkotása.
Gödöllő
Budapesttől 30 kilométerre északkeletre, a Gödöllői-dombságban, a Rákos patak völgyében helyezkedik el. Itt látható a Gödöllői Királyi Kastély (Grassalkovich-kastély), a "magyarországi kastélyépítészet egyik legjelentősebb, méreteiben is impozáns műemlékegyüttese", Grassalkovich Antal gróf (1694-1771) építtette, mestere Mayerhoffer András (1690-1771) salzburgi származású építőmester volt. (1735 után). A kettős U alakú épület óriási parkkal, jelenlegi formája a XIX. század elején alakult ki. 1867-ben vásárlás révén a koronajavak állományába került, a mindenkori magyar uralkodó pihenő rezidenciája lett 1918-ig.
Márianosztra
A Börzsönyben bújik meg a zarándokturizmus úticélja. Az ország legismertebb búcsújáróhelyei között szerepel neve. A Fekete Madonna kegyhelye az esztergomi püspökséghez tartozik. Márianosztrát alapítása Nagy Lajos királynak köszönhető (1352), az általa kedvelt pálos rend részére hozatta létre, maga a település a templom védőszentjéről kapta nevét: Maria nostra = mi Máriánk. A kegytemplom a falu értékes műemlék épülete. Berendezése XVIII. századi, pálos fafaragó műhelyben készítették. Hat mellékoltárának egyikén helyezték el a kegyképet, mely ma már a főoltáron áll. A falu szélén álló XVIII. századi Kálvária a búcsús ünnepek helyszíne.
Ócsa
Budapesttől délre, kb. 30 km-re fekvő település. Kiemelkedő műemléke a román kori református templom, avagy premontrei kolostor (Ócsa) a XIII. századból. Háromhajós, kereszthajós bazilika, a premontrei rend számára épült, a román kor legértékesebb fennmaradt magyarországi alkotása. Nevezetessége, hogy a Szent László legenda falképsor néhány részletét lehet látni a szentélyben, északi falán. Felújítását a 20. század elején, 1922-1924-ben Foerk Ernő budapesti építész tervei alapján végezték.
Ráckeve
A Ráckevei-Duna mindkét partján, a Csepel-sziget déli részén található. Figyelemre méltó épülete a Nagyboldogasszony-templom (1487), az egyetlen középkori görögkeleti szerb templom az országban, gótikus stílusú - az építkezést 1487-ben fejezték be. A két oldalkápolna reneszánsz, a különálló középkori részletekkel bíró harangtorony a XVIII. században készült el. A Savoyai-kastély késő barokk épületét Savoyai Jenő emeltette, Hildebrandt tervei alapján készült el ugyancsak a XVIII. században, barokk stílusban.
Százhalombatta
A város Budapesttől 27 kilométerre fekszik, délnyugati irányban, a Duna nyugati partján, „Mezőföld csücskében”. A Matrica (ejtsd:"Mátrika") Múzeum a katonai erőd feltárt régészeti leleteit mutatja be a történelem előtti időktől kezdve. A Régészeti Park egy látogatható halomsírral és a mellette kialakított őskori skanzen rekonstruált rézkori és vaskori házaival, kemencéivel egyedülálló látnivaló Magyarországon. Az újváros római katolikus temploma Makovecz Imre műve.
Tápiószentmárton
A Budapesttől délkeletre, a Tápió-vidéken fekvő nagyközség különleges nevezetessége a Kincsem Lovaspark - az Attila-dombbal: Attila sírhelye után kutattak régészek, így 1923-ban itt leltek rá a híres szkíta aranyszarvasra. Priskos Rhetor leírása után valószínűnek tartották, hogy e területen állhatott Attila egykori fából készült palotája. 2000-ben egy korhű palota terveit is elkészítették emiatt, ám e terv megvalósulása még várat magára. A Kincsem Lovaspark saját leírása alapján: " A szakemberek mérései jótékony hatású energiasugárzást mutattak ki, amely gyógyító folyamatokat indít be az emberi szervezetben. Az energiaáramlás középpontja az Attila dombon van, de a Kincsem Lovaspark egész területén érzékelhető. A park területén megtalálható Ősenergia részét képezik az ősi szakrális vonalak is, a Szent György vonal, a Ley vonal stb. A szakemberek még nem jutottak határozott következtetésre abban a tekintetben, hogy "ismert" energiákkal van e dolguk, vagy a megfigyelt sajátosságok és megnyilvánulások mögött valami alapvető erő húzódik meg. Köztudott, hogy minden betegség egy energiahiányos állapot következménye, ez a sugárzás ezt a megbomlott egyensúlyt segít helyreállítani, tehát nem csupán egy szervre hat, hanem az egész testben harmonizálja az energiaáramlást."
Zsámbék
Budapesttől nyugatra 30 km-re, a Zsámbéki-medence északnyugati részében található, a Gerecse tájegység egyik nyúlványának része. Értékes műemléke a Premontrei templom (háromhajós bazilika) és kolostor maradványa. Épült a XIII. század közepén (1220-34) késő román/korai gótikus stílusban. 1763-ban a nagy komáromi földrengés rombolta le. Jelenleg a rom belső területe is látogatható. A hajdani kolostor dongaboltozatos termében kőtár tekinthető meg.

### Természeti örökség
Duna–Ipoly Nemzeti Park
Hazánk leggazdagabb élővilágú nemzeti parkjainak egyike. 1997-ben alakították a korábbi pilisi és börzsönyi tájvédelmi körzetekhez kapcsolva az Ipoly érintett szakaszát és ártereit. Működési területe kiterjed Budapestre, Pest, Komárom-Esztergom és Fejér vármegyére. Igazgatósága Budapesten a Jókai-kertben van, de székhelye Esztergom.
- Pál-völgyi-barlang Felszíne Természetvédelmi Terület: a barlangot és az akkor ismert kiterjedésének megfelelő 1 hektáros felszínt már 1944-ben védetté nyilvánították, 1972 óta áll a természetvédelem szerveinek kezelésében és 1982 óta hazánk egyik fokozottan védett barlangja. A Pálvölgyi-barlang ismert hossza évtizedeken át 1200 méter volt, de mára bebizonyosodott, hogy kiterjedése ennél lényegesen nagyobb. A barlangban áttelelő állatfajok között a denevérek öt fajjal képviseltetik magukat.
- Szemlő-hegyi-barlang Felszíne Természetvédelmi Terület: a területen a karsztos kőzetek részben a felszínen, részben budai márgával fedetten fordulnak elő. Döntően ebben a karsztosodó mészkőben keletkeztek a nagy budai barlangrendszerek. A Szemlő-hegyi-barlangot 1930-ban fedezték fel, majd hamarosan elkezdték felmérését és tudományos vizsgálatát. A hatvanas években a természetvédelem kezelésébe került, majd a kiépítés után 1986-ban a nagyközönség számára is megnyitották.
- Vácrátóti Arborétum Természetvédelmi Terület: az MTA Vácrátóti Botanikus Kertje. A vácrátóti homokpuszta eredeti klímájától idegenek az itt meghonosított növények, egy önálló környezetet és mikroklímát hoztak létre.
- Alcsúti Arborétum Természetvédelmi Terület: a József nádor által alakított mintagazdaság legszebb része a kastélypark, a mai arborétum, amelynek kialakítására 1825-ben került sor. Az arborétum közelében látható Magyarország legidősebb libanoni cédrusa (1825) a csaplári erdőben, valamint a 175 éves platánsor az etyeki út mellett. Alcsúti Arborétum, 8087 Alcsútdoboz. Látogatható hétfő és kedd kivételével, valamint ünnepnapokon 10–18 óra között. Térképe letölthető: www.kirandul.hu
- Gödöllői Királyi Kastélypark Természetvédelmi Terület: Az eredetileg francia parkot, amely egy felső és egy alsó kertre tagolódott, Esterházy Leopoldina alakíttatta át angol tájképi kertté 1817-ben. IV. Károly magyar király uralkodása után (1918) a kastély és a park pusztulásának hosszú időszaka következett. Az épület és a park helyreállítását a Gödöllői Királyi Kastély Közhasznú társaság folyamatosan végzi jelenleg is.
- Magyarország Földrajzi Középpontja Természetvédelmi Terület: a Kiskunsági Nemzeti Park Igazgatósága és a Kartográfiai Vállalat által meghatározott hely az északi szélesség 47. fokának 11. perce és a keleti hosszúság 19. fokának 30. perce találkozásánál található, Pusztavacs határában.

Túrázásra, kirándulásra sok lehetőséget kínál a Magyarország legszebb panorámáját kínáló Dunakanyar (Nagymaros). A Börzsöny (Nagybörzsöny, Királyrét), a Pilis (Holdvilág-árok, Rám-szakadék), a Visegrádi-hegység (Dobogó-kő, Ördögmalom-vízesés), a Gödöllői Dombvidék Tájvédelmi Körzet és az Ócsai Tájvédelmi Körzet.
- Veresegyházi Medve Otthon.

A régió egyéb jelentős látnivalói közé tartozik a Kiskunság táját bemutató Apajpuszta.

## Egészségturizmus: Gyógy- és wellness

### Budapest–Közép-Duna-vidék turisztikai régió gyógyfürdői
Budapest
- Császár-fürdő
- Gellért gyógyfürdő
- Király gyógyfürdő
- Szent Lukács gyógyfürdő
- Rudas gyógyfürdő
- Széchenyi gyógyfürdő
- Dagály fürdő
- Dandár utcai gyógyfürdő
- Pesterzsébeti Fürdő
- Újpesti gyógyfürdő

Pest vármegye
- Ceglédi Gyógyfürdő és Szabadidőközpont - Cegléd  Archiválva 2022. május 8-i dátummal a Wayback Machine-ben
- Best Western Hotel Aquarell Konferencia- és Wellnessközpont - Cegléd
- Termál Hotel Liget Gyógyfürdő és Szálló - Érd
- Visegrádi Rehabilitációs Szakkórház - Visegrád
- Termal Hotel Visegrád Szálloda és Gyógyfürdő - Visegrád

Komárom-Esztergom vármegye ide eső része
- Aquasziget Termál-, Élmény- és Gyógyfürdő - Esztergom.

## Üdülőturizmus

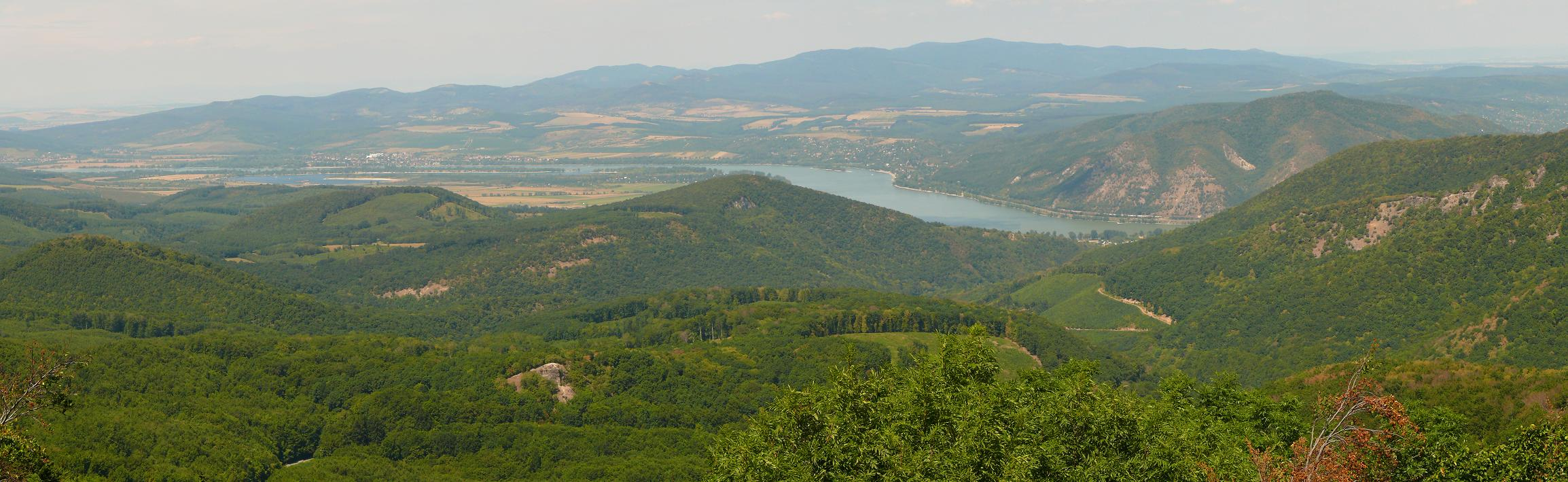
Dobogó-kői kilátás a Duna-kanyarra

Dunakanyar Kiemelt Üdülőkörzet
A Börzsöny, a Visegrádi-hegység és a Pilis által körülvett Duna-szakasz mentén fekszik. 66 település tartozik a körzethez. Fürdésre, sportolásra, kirándulásra egyaránt alkalmas, számtalan történelmi látnivalóval rendelkező sokszínű vidék, mely 3 regionális fejlesztési régióhoz tartozik.

## Különleges közlekedési eszközök
A Börzsöny erdeiben három kisvasút is szolgálja a turizmust (a nagybörzsönyi, a kemencei és a királyréti).